# Tadeusz Adamowski
Tadeusz Ralf Adamowski (ur. 19 listopada 1901 w Lozannie, zm. 22 sierpnia 1994 w Nowym Jorku) – polski hokeista, olimpijczyk.

## Życiorys
Syn Józefa i Antoniny Szumowskiej. Młodszy brat aktorki i działaczki charytatywnej Helenki Adamowskiej. Dzieciństwo i młodość spędził w USA. Ukończył ekonomię na Uniwersytecie Harvarda w Cambridge. W szkole średniej i podczas studiów uprawiał: futbol amerykański, tenis, koszykówkę i hokej na lodzie. Jako hokeista reprezentował barwy Harvard University.
Pod koniec 1925 ze względów rodzinnych powrócił do Polski. W Warszawie zetknął się z hokeistami AZS. Po otrzymaniu powołania do reprezentacji kraju na Mistrzostwa Europy w Davos w 1926 postanowił pozostać w Polsce. Przez całą karierę sportową reprezentował AZS Warszawa.
W latach 30. pracował dla koncernu General Motors (przedstawicielstwo w Warszawie), a następnie w przedsiębiorstwie „Gdynia–Ameryka Linie Żeglugowe” S.A. (GAL).
W maju 1939 odbył ćwiczenia rezerwisty w 15. Pułku Artylerii Lekkiej. W rocznej ocenie kwalifikacyjnej z 22 czerwca 1939, jego przełożony kpt. Stefan Dębski napisał o nim: bardzo inteligentny, usposobienie zrównoważone, spokojny, stanowczy, w pracy bardzo dokładny, fizycznie bardzo dobrze rozwinięty.
W kampanii wrześniowej 1939, jako podporucznik rezerwy walczył w okolicach Bydgoszczy i Grudziądza. Wzięty do niewoli, wojnę spędził w Oflagu II C Woldenberg (Dobiegniew). Zaangażował się w obozową działalność edukacyjno-oświatową, zorganizował system nauczania języka angielskiego, powołując do życia Instytut Angielski, któremu przewodził. W obozowym klubie „Orlę” uprawiał koszykówkę.
Po zakończeniu II wojny światowej wyjechał do Stanów Zjednoczonych i osiadł na stałe w Nowym Jorku.

## Kariera sportowa
Jako zawodnik i trener miał ogromne zasługi dla rozwoju polskiego hokeja na lodzie. Wraz z Wilhelmem Rybakiem zastosowali kanadyjskie wzorce treningowe, znacząco podnosząc poziom tej dyscypliny w kraju. Pierwszy szkoleniowiec, który wdrożył zasady gry zespołowej (wbrew wcześniejszemu preferowaniu umiejętności indywidualnych poszczególnych hokeistów). W reprezentacji Polski zastosował taktykę cofania się napastników wraz z obrońcami w momencie kontrataku przeciwnika. Dzięki jego umiejętnościom zawodnika i talentowi szkoleniowo-pedagogicznemu wprowadził polski hokej na arenę międzynarodową.
Z AZS Warszawa pięciokrotnie z rzędu zdobył mistrzostwo Polski (1927, 1928, 1929, 1930 i 1931). Sześciokrotnie grał w mistrzostwach Europy (1926 – 6. miejsce, 1927 – 4. miejsce, 1929 – srebrny medal, 1930 – 4. miejsce, 1931 – srebrny medal, 1933 – 5./6. miejsce). 10 stycznia 1926, na Eissportstadion w Davos, wystąpił w debiutanckim międzypaństwowym spotkaniu reprezentacji narodowej przeciwko Austrii (przegranym 1:13). 12 stycznia 1926 na Eissportstadion w Davos zdobył pierwszego gola dla „biało-czerwonych” w ich pierwszym meczu podczas międzynarodowego turnieju hokejowego (w przegranym 1:2 pojedynku przeciwko Francji). Podczas Mistrzostw Europy 1927 został wybrany najlepszym graczem reprezentacji i do składu najlepszych zawodników Europy. W 1928 zdobył tytuł akademickiego mistrza świata w hokeju na lodzie. W tym samym roku wystąpił w Igrzyskach Olimpijskich w Sankt Moritz, gdzie Polska po remisie ze Szwecją 2:2 i porażce z Czechosłowacją 2:3 odpadła w fazie eliminacyjnej (3. miejsce w grupie). Trzykrotnie uczestniczył w Mistrzostwach Świata (1930 – 5. miejsce, 1931 – 4. miejsce, 1933 – 7./8. miejsce). W 1930 podczas mistrzostw świata w Davos został powołany do reprezentacji Europy na mecz z Kanadą. Podstawowy zawodnik drużyny narodowej w latach 1926–1931. Uważany wówczas za jednego z najlepszych technicznie hokeistów Europy. W reprezentacji Polski rozegrał 40 meczów, strzelając 16 bramek. W plebiscycie Przeglądu Sportowego na 10 najpopularniejszych sportowców Polski w 1927 zajął 4. miejsce, a w 1929 – 7. miejsce.
Na początku 1932 przeniósł się na Górny Śląsk, gdzie został trenerem tamtejszych drużyn. W latach 1927–1930 i sezonie 1932/1933 był selekcjonerem reprezentacji Polski. Upowszechniał zasady gry hokeja kanadyjskiego w różnych miastach Polski. W 1930 wraz z Aleksandrem Tupalskim szkolił hokeistów Geranii Gdańsk.

## Odznaczenie
- Srebrny Krzyż Zasługi (19 marca 1931)[7]